# Station Durrington-On-Sea
Durrington-On-Sea is een spoorwegstation van National Rail in Durrington, Worthing in Engeland. Het station is eigendom van Network Rail en wordt beheerd door Southern. Het station is geopend in 1937.